# Per Olsson Fridh
Per Olsson Fridh (ur. 27 czerwca 1981) – szwedzki polityk, parlamentarzysta, w 2021 minister.

## Życiorys
Ukończył studia z zakresu praw człowieka w Malmö högskola (2003) oraz z socjologii na Uniwersytecie w Lund (2005). Pracował w różnych organizacjach i instytucjach młodzieżowych. Zaangażował się w działalność polityczną w ramach Partii Zielonych, został doradcą politycznym frakcji poselskiej i przewodniczącym swojego ugrupowania w Sztokholmie. W latach 2010–2014 wchodził w skład rady miejskiej szwedzkiej stolicy.
W 2014 uzyskał mandat posła do Riksdagu. W tym samym roku dołączył do administracji rządowej w randze sekretarza stanu, stanowisko to zajmował przy ministrach reprezentujących Partię Zielonych. W lutym 2021 w drugim rządzie Stefana Löfvena objął stanowisko ministra rozwoju współpracy międzynarodowej. Pozostał na tej funkcji również w utworzonym w lipcu 2021 trzecim gabinecie tegoż premiera. Zakończył urzędowanie w listopadzie tegoż roku.